# Китково
Китково — деревня в Старопольском сельском поселении Сланцевского района Ленинградской области.

## История
Две смежные деревни Большое Китково и Малое Китково упоминаются на карте Санкт-Петербургской губернии Ф. Ф. Шуберта 1834 года.

КИТКОВА — две деревни, принадлежат ведомству Павловского городового правления, число жителей по ревизии: 46 м. п., 52 ж. п. (1838 год)

Как две смежные деревни Большое Китково и Малое Китково она отмечена на карте профессора С. С. Куторги 1852 года.

КИТКОВА — деревня Павловского городового правления, по просёлочной дороге, число дворов — 13, число душ — 33 м. п. (1856 год)

КИТКОВО — деревня Павловского городового правления при озере Долгом, число дворов — 12, число жителей: 38 м. п., 30 ж. п. (1862 год) 

В XIX — начале XX века деревня административно относилась к Константиновской волости 1-го земского участка 1-го стана Гдовского уезда Санкт-Петербургской губернии.
Согласно Памятной книжке Санкт-Петербургской губернии 1905 года деревня образовывала Китковское сельское общество.
- Деревня Китково на карте 1919 года

Согласно карте Петроградской и Эстляндской губерний 1919 года деревня состояла из двух частей Большое Китково и Малое Китково.
По данным 1933 года деревня Китково входила в состав Столбовского сельсовета Рудненского района.
По состоянию на 1 августа 1965 года деревня Китково входила в состав Заручьевского сельсовета Кингисеппского района.
По данным 1973 года деревня Китково входила в состав Заручьевского сельсовета.
По данным 1990 года деревня Китково входила в состав Старопольского сельсовета.
В 1997 году в деревне Китково Старопольской волости проживали 3 человека, в 2002 году — 8 человек (все русские).
В 2007 году в деревне Китково Старопольского СП проживали 4 человека, в 2010 году — 9 человек.

## География
Деревня расположена в юго-восточной части района на автодороге 41К-163 (Менюши — Заручье — Каменец).
Расстояние до административного центра поселения — 20 км.
Расстояние до ближайшей железнодорожной платформы Сланцы — 57 км.
Деревня находится на северном берегу озера Долгое.

## Демография
| 1862 | 2007 | 2010 | 2017 |
| ---- | ---- | ---- | ---- |
| 68   | ↘4   | ↗9   | ↘5   |